# Municipio de Chiconcuautla
El municipio de Chiconcuautla es uno de los 217 municipios que conforman al estado mexicano de Puebla. Su cabecera es la localidad de Chiconcuautla.

## Territorio

### Localización
El municipio de Chiconcuautla se localiza en la parte Noreste estado de Puebla. Sus coordenadas geográficas son: los paralelos 20º 01'30" y 20º 08'12" de latitud norte y los meridianos 97° 52' 54" y 98º 1' 18" O. Colinda al norte con Tlaola, al sur con Zacatlán, al oeste con Tlapacoya y Ahuacatlán y al este con Zacatlán.

### Extensión
Tiene una superficie de 113.55 kilómetros cuadrados que lo ubica en el lugar 112 con respecto a los demás municipios del estado.

## Historia
La población fue fundada por los otomíes, después fue tributaria de Texcoco. Posteriormente fue sometida en 1522 por los españoles. En 1750 estaba comprendida dentro de la jurisdicción eclesiástica de Huauchinango. En 1895 se constituyó como municipio libre. Para 1911 fue el cuartel de la Brigada Francisco I. Madero, al mando de los Generales Esteban, Eliano y Gaspar Márquez, Carlos I. Betancourt, Alejandro Denis, Álvaro Lechuga, Agapito y Gabriel Nacim. Se estableció una maestranza para fabricar monedas de cobre y un troquel para fabricar armas.

## Demografía
El municipio contaba en 2010 con una población de 15,767 personas, lo que representa el 0.3̥% de la población del estado. En el mismo año había 3,403 hogares de los cuales 738 estaban encabezados por jefas de familia. El tamaño promedio de los hogares en el municipio fue de 4.6 integrantes, mientras que en el estado el promedio es de 4.2 habitantes por hogar.

## Infraestructura

### Educación
El grado promedio de escolaridad de la población de 15 años o más en el municipio era en 2010 de 3.9 años, lo cual contrasta con el promedio de 8 años de escolaridad en la entidad.
Infraestructura
- Preescolar, 15 escuelas, 503 alumnos.

- Primaria, 22 escuelas, 2171 alumnos.

- Tele Secundaria, 5 escuelas, 231 alumnos

- Escuelas bilingüe y bicultural de primaria, 13 escuelas, 1114 alumnos, 33 personal docente.

### Salud
El municipio contaba con 5 unidades médicas en 2010, las cuales son atendidas por 10 médicos.

### Servicios Públicos
En cuanto a servicios públicos, el municipio de Chiconcuautla cuenta con Agua Potable, Limpia, Pavimentación, Drenaje, Seguridad pública, Mercados, y Alumbrado Público.

## Economía

### Agricultura
- En cuanto a producción de granos: maíz, frijol y café.
- Fruticultura: aguacate
- Hortalizas: jitomate y chile serrano.[7]

### Ganadería
Cría de ganado bovino, porcino, caprino, ovino, así como también cría de bovino de leche. Por otro lado existen otros como el asnal mular y conejos. Y gran variedad de aves.

### Industria
El municipio cuenta con la siguiente actividad industrial; molinos de nixtamal, tortillerías y panaderías.

### Comercio
Se lleva a cabo a través de tiendas de abarrotes o misceláneas así como carnicerías y venta de legumbres, ferreterías y tlapalerías.

## Gobierno

### Presidentes Municipales
| Presidente                  | Periodo | Periodo |
| Presidente                  | Inicio  | Término |
| --------------------------- | ------- | ------- |
| Adalberto Hernández Aldana  | 1972    | 1975    |
| Moisés Soto Solares         | 1975    | 1978    |
| Eduardo Garrido Solares     | 1978    | 1981    |
| Adalberto Hernández Aldana  | 1981    | 1984    |
| Adán Soto García            | 1984    | 1987    |
| Fermín Moreno Aldana        | 1987    | 1990    |
| Tomás Martínez Roldan       | 1990    | 1993    |
| Filogonio Rodríguez Garrido | 1993    | 1996    |
| Bardomiano Pérez Lechuga    | 1996    | 1999    |
| Conrado Hidalgo Ruiz        | 1999    | 2001    |
| Tomás Martínez Roldan       | 2002    | 2005    |
| Artemio Hernández Garrido   | 2005    | 2008    |
| Marcelo Martínez Roldan     | 2008    | 2011    |
| Noé Garrido Hernández       | 2011    | 2014    |
| Claudio Garrido Hernández   | 2014    | 2018    |
| Artemio Hernández Garrido   | 2018    | 2021    |
| Artemio Hernández Garrido   | 2021    | 2024    |